# Marcos (cantor)
Leonardo Prado de Souza (Santo André, 29 de agosto de 1983), mais conhecido como Marcos ou Marcos Léo, é um cantor e compositor brasileiro que integra a dupla sertaneja Marcos & Belutti.

## Biografia
Leonardo Prado de Souza nasceu em Santo André, no dia 29 de agosto de 1983. Filho de Constância Oliveira Prado de Souza e Laurindo de Souza, tem duas irmãs que se chamam Leticia e Lilian. Começou a cantar aos 15 anos em bailes, bares e com outras duplas, e se destacou no mercado fonográfico compondo grandes sucessos gravados por Zezé Di Camargo & Luciano e Edson & Hudson, além da faixa "Eu Sou Peão", que foi gravada pela dupla Luiz Cláudio & Giuliano e fez parte da novela América, da Rede Globo. Antes de ser famoso, trabalhou na empresa do pai como vendedor de carros, sempre gostou de cantar no coral da igreja mas seu dom era mesmo a música sertaneja. Fez parte de duas duplas sertanejas, Rick & Léo e logo depois Pedro Paulo & Fabiano, até conhecer Bruno Belucci Pereira, que viria adotar o nome artístico de Belutti, entrar no seu caminho e os dois então formarem a dupla. Seu ídolo é Michael Jackson, por coincidência ser nascido no mesmo dia que o cantor norte-americano. Suas influências musicais são: João Paulo & Daniel, Bruno & Marrone, Zezé Di Camargo & Luciano e João Mineiro & Marciano.

Em 2025 participou da 5ª temporada do talent show The Masked Singer Brasil defendendo a fantasia "Bruno Mezenga", inspirado em personagem da telenovela O Rei do Gado, ficando em 13º lugar ao ser revelado e eliminado no episódio 4 da temporada.

## Vida pessoal
É casado com Lucilene Marchioto, com quem têm 3 filhos: Larissa, Lizandra e Leonardo.

## Discografia

### Álbuns de estúdio
- (2010) Nosso Lugar
- (2012) Cores
- (2017) Acredite

### Álbuns ao vivo
- (2009) Ao Vivo
- (2011) Sem Me Controlar - Ao Vivo
- (2014) Acústico
- (2015) Acústico Tão Feliz
- (2018) 10 Anos - Ao Vivo
- (2019) Presente
- (2020) Cumpra-se

### DVDs
- (2008) Ao Vivo
- (2011) Sem Me Controlar - Ao Vivo
- (2014) Acústico
- (2015) Acústico Tão Feliz
- (2018) 10 Anos - Ao Vivo
- (2019) Presente
- (2020) Cumpra-se

### EPs
- (2018) 10 Anos - Ao Vivo
- (2019) Cumpra-se

### Singles
| Ano  |                                                 | Paradas musicais | Álbum                      |
| Ano  | BRA                                             |                  | Álbum                      |
| ---- | ----------------------------------------------- | ---------------- | -------------------------- |
| 2009 | "Tudo No Olhar"                                 | 12               | Ao Vivo                    |
| 2009 | "Perdoa Amor"                                   | 32               | Ao Vivo                    |
| 2009 | "Silêncio"                                      | 19               | —                          |
| 2010 | "Você Não Me Faz Bem"                           | 20               | Ao Vivo                    |
| 2010 | "Será Que Vai Rolar?"                           | 34               | Nosso Lugar                |
| 2010 | "Sem Me Controlar"                              | 7                | Nosso Lugar                |
| 2011 | "Dupla Solidão"                                 | 14               | Sem Me Controlar - Ao Vivo |
| 2011 | "Nova Namorada"                                 | 12               | Sem Me Controlar - Ao Vivo |
| 2011 | "Desce do Salto" (part. Michel Teló)            | 15               | Sem Me Controlar - Ao Vivo |
| 2012 | "Amor Pra Vida Inteira"                         | 39               | Sem Me Controlar - Ao Vivo |
| 2012 | "I Love You"                                    | 12               | Cores                      |
| 2012 | "Amor de Madrugada"                             | 26               | Cores                      |
| 2013 | "Calma Aí" (part. Fernando & Sorocaba)          | 59               | —                          |
| 2013 | "Irracional"                                    | 78               | Acústico                   |
| 2013 | "Mentirosa"                                     | 18               | Acústico                   |
| 2014 | "Domingo de Manhã"                              | 2                | Acústico                   |
| 2014 | "Então Foge"                                    | 2                | Acústico Tão Feliz         |
| 2015 | "Poeira da Lua"                                 | 3                | Acústico Tão Feliz         |
| 2015 | "Aquele 1%" (part. Wesley Safadão)              | 1                | Acústico Tão Feliz         |
| 2016 | "Romântico Anônimo" (part. Fernando Zor)        | 1                | Acústico Tão Feliz         |
| 2016 | "Tão Feliz"                                     | 1                | Acústico Tão Feliz         |
| 2016 | "Solteiro Apaixonado"                           | 1                | Acredite                   |
| 2017 | "Eu Era"                                        | 1                | Acredite                   |
| 2017 | "Mais Um Ano Juntos"                            | 4                | Acredite                   |
| 2018 | "Cancela o Sentimento" (part. Marília Mendonça) | 3                | 10 Anos - Ao Vivo          |
| 2018 | "Siga a Seta" (part. Matheus & Kauan)           | 4                | 10 Anos - Ao Vivo          |
| 2019 | "Tonelada de Solidão" (part. Ferrugem)          | 5                | 10 Anos - Ao Vivo          |
| 2019 | "Não Planeje Nada"                              | 3                | Presente                   |
| 2020 | "@Isa"                                          | 14               | Cumpra-se                  |
| 2020 | "Certo e Duvidoso" (part. Gaab)                 |                  | Cumpra-se                  |

### Singlespromocionais
| Ano  | Single                      | Álbum                      |
| ---- | --------------------------- | -------------------------- |
| 2009 | "Como Um Beijo (Heaven)"    | —                          |
| 2010 | "Tô no Buteco"              | Nosso Lugar                |
| 2011 | "Cartas"                    | Sem Me Controlar - Ao Vivo |
| 2011 | "Fique Com Meu Travesseiro" | Sem Me Controlar - Ao Vivo |
| 2012 | "3, 2, 1"                   | Cores                      |
| 2012 | "Saudade (Amor de Deus)"    | Cores                      |
| 2015 | "Queda Livre"               | Acústico Tão Feliz         |
| 2017 | "Disk Amor"                 | Acredite                   |
| 2017 | "O Palhaço"                 | Acredite                   |
| 2018 | "Troca de Favor"            | 10 Anos - Ao Vivo          |
| 2018 | "100% Nem Aí"               | 10 Anos - Ao Vivo          |

### Outras aparições
| Ano  | Título                       | Artista                 | Álbum                    |
| ---- | ---------------------------- | ----------------------- | ------------------------ |
| 2011 | "Apocalipse"                 | Thaeme & Thiago         | Thaeme & Thiago          |
| 2012 | "Esperando na Janela"        | Frank Aguiar            | 20 Anos                  |
| 2014 | "Linguagem dos Beijos"       | Lauana Prado            | Mayara Prado             |
| 2015 | "Fica Suave"                 | Lucas Lucco             | Adivinha                 |
| 2016 | "Teu Lugar"                  | Tânia Mara              | Pra Rua                  |
| 2016 | "Se Depender de Mim"         | Breno & Caio Cesar      | #JuntosComBCC            |
| 2016 | "Primeiro Amor"              | Malta                   | Indestrutível            |
| 2017 | "Perturbado"                 | Péricles                | Deserto da Ilusão        |
| 2017 | "Sunday Morning"             | Chris Weaver Band       | Live in Brazil           |
| 2017 | "He-Man"                     | Vários artistas         | Carrossel de Esperança   |
| 2017 | "As Duas Cidades"            | Vários artistas         | Versos da Alma           |
| 2017 | "Tô Com Saudade (Teu Olhar)" | Harmonia do Samba       | Ao Vivo em Brasília      |
| 2018 | "Gosto de Ressaca"           | Pablo                   | Pablo & Amigos no Boteco |
| 2018 | "Flashback"                  | Ferrugem                | Prazer, Eu Sou Ferrugem  |
| 2018 | "Ninguém Explica Deus"       | Analaga                 | —                        |
| 2018 | "Página de Amigos"           | Vários artistas         | Coração de Cowboy        |
| 2018 | "Sábado à Noite"             | Carreiro & Capataz      | Lado B Vol. 2            |
| 2018 | "Coração de Cabaré"          | Day & Lara              | Traços                   |
| 2019 | "Lugar Diferente"            | Maria Cecília & Rodolfo | De Portas Abertas        |

## Prêmios e indicações
| Ano  | Prêmio    | Categoria  | Trabalho           | Resultado | Ref.   |
| ---- | --------- | ---------- | ------------------ | --------- | ------ |
| 2014 | Prêmio F5 | Hit do Ano | "Domingo de Manhã" | Indicado  | [ 11 ] |